# Woldemar Kandler

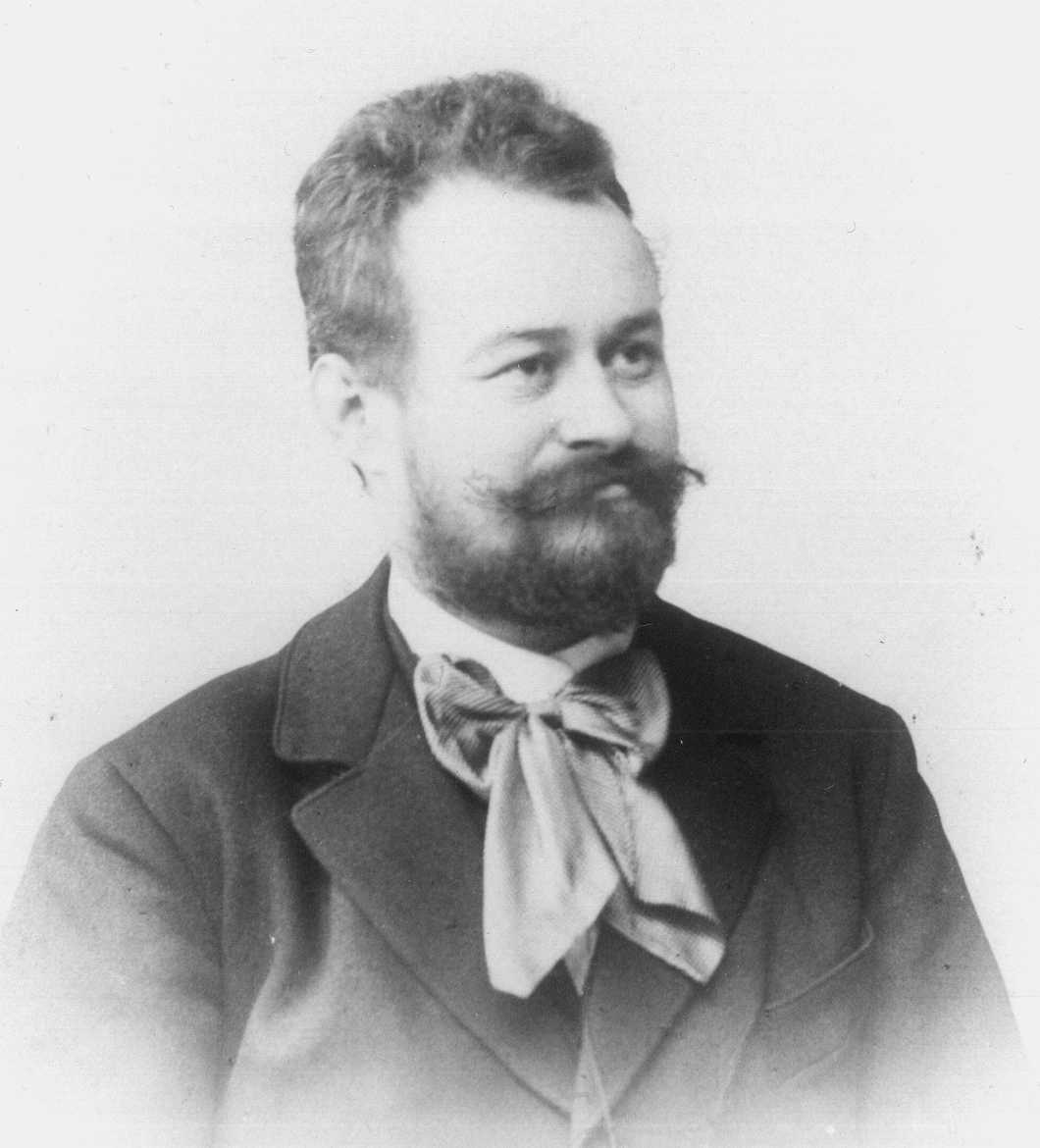
Woldemar Kandler

Woldemar Kandler (* 5. Februar 1866 in Dittmannsdorf; † 11. November 1929 in Klotzsche) war ein deutscher Architekt, der vor allem im evangelischen Sakralbau Sachsens Bedeutung erlangte.

## Leben

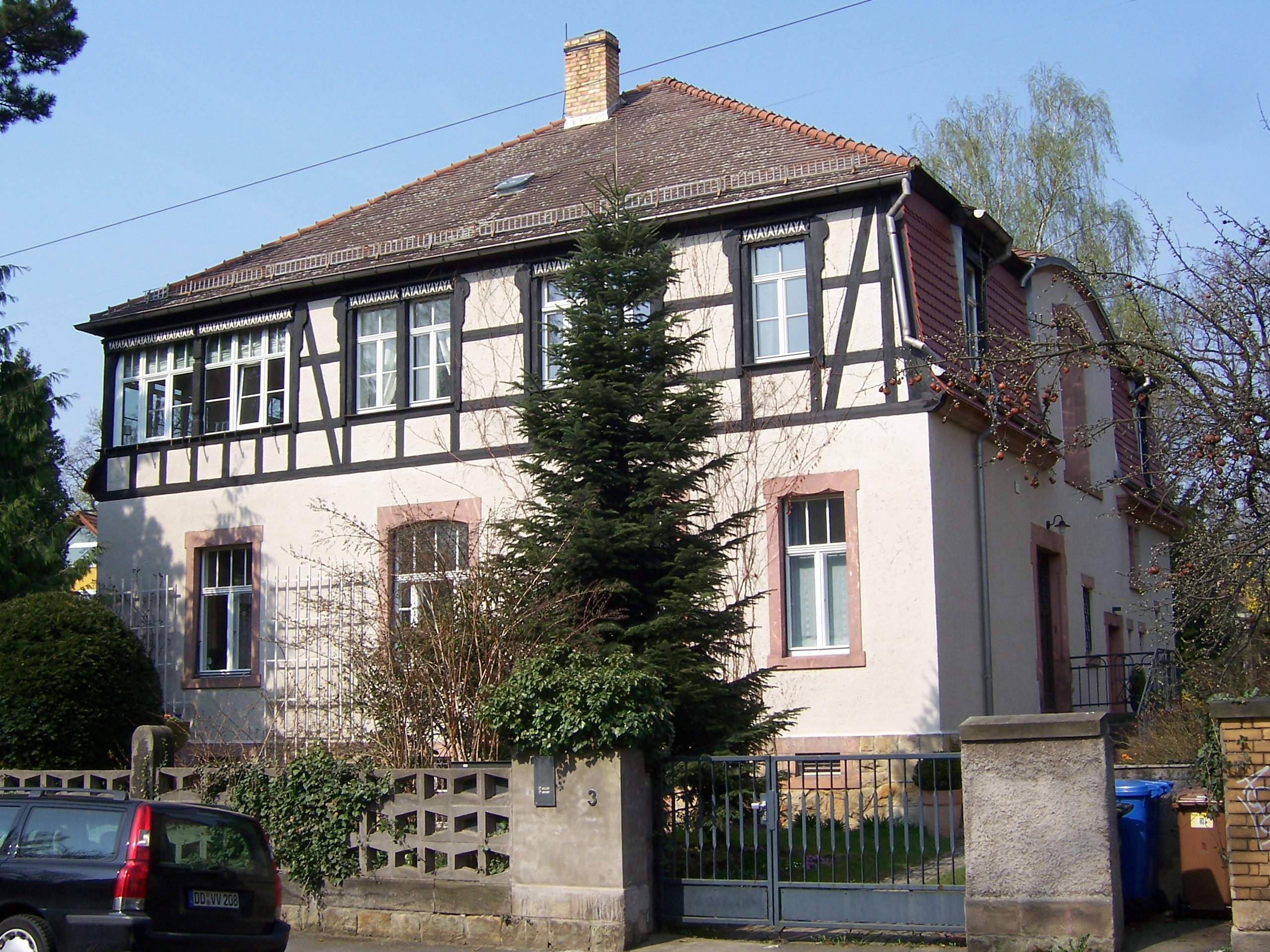
Wohnhaus Kandlers nach eigenem Entwurf, Goethestraße 3 in Klotzsche

Woldemar Kandler erhielt seine Ausbildung an der Bauschule der Dresdner Kunstakademie bei Constantin Lipsius. Im Jahr 1888 übernahm er als Bauleiter die Ausführung der von Hermann Knothe-Seeck entworfenen Andreaskirche in Chemnitz-Gablenz. Die Erneuerung des Innenraums der Kirche in Sayda war seine erste eigenständige Arbeit. Zwischen 1896 und 1910 entwarf er mehr als 25 Kirchen, vor allem im Erzgebirge, im Raum Kamenz und auch im nordböhmischen Raum. Daneben leitete er Kirchenumbauten und -restaurierungen. Auch einige Schul- und Pfarrhausneubauten sowie Villen in Klotzsche bei Dresden, wo er selbst im Haus Goethestraße 3 wohnte, gehen auf ihn zurück.
Kandlers Werk entwickelte sich von fast reiner Neugotik in seinem ersten Werk, dem Neubau der Wilsdruffer Nikolaikirche (1896–1899), zu einem eklektischen Historismus, in dem er Einflüsse der Gotik, der Renaissance und des Barock weiterführte und mit zeitgenössischen Elementen wie dem Jugendstil zu einer eigenen Art der Heimatschutzarchitektur verband. Sowohl im baukünstlerischen als auch im bautechnischen Bereich war Kandler sehr produktiv.
Kandler war seit 1892 Mitglied des Corps Lusatia Dresden.
Sein Grab mit einem Grabmal nach seinem eigenen Entwurf befindet sich auf dem Alten Friedhof in Dresden-Klotzsche.

## Bauten und Entwürfe

### Kirchen

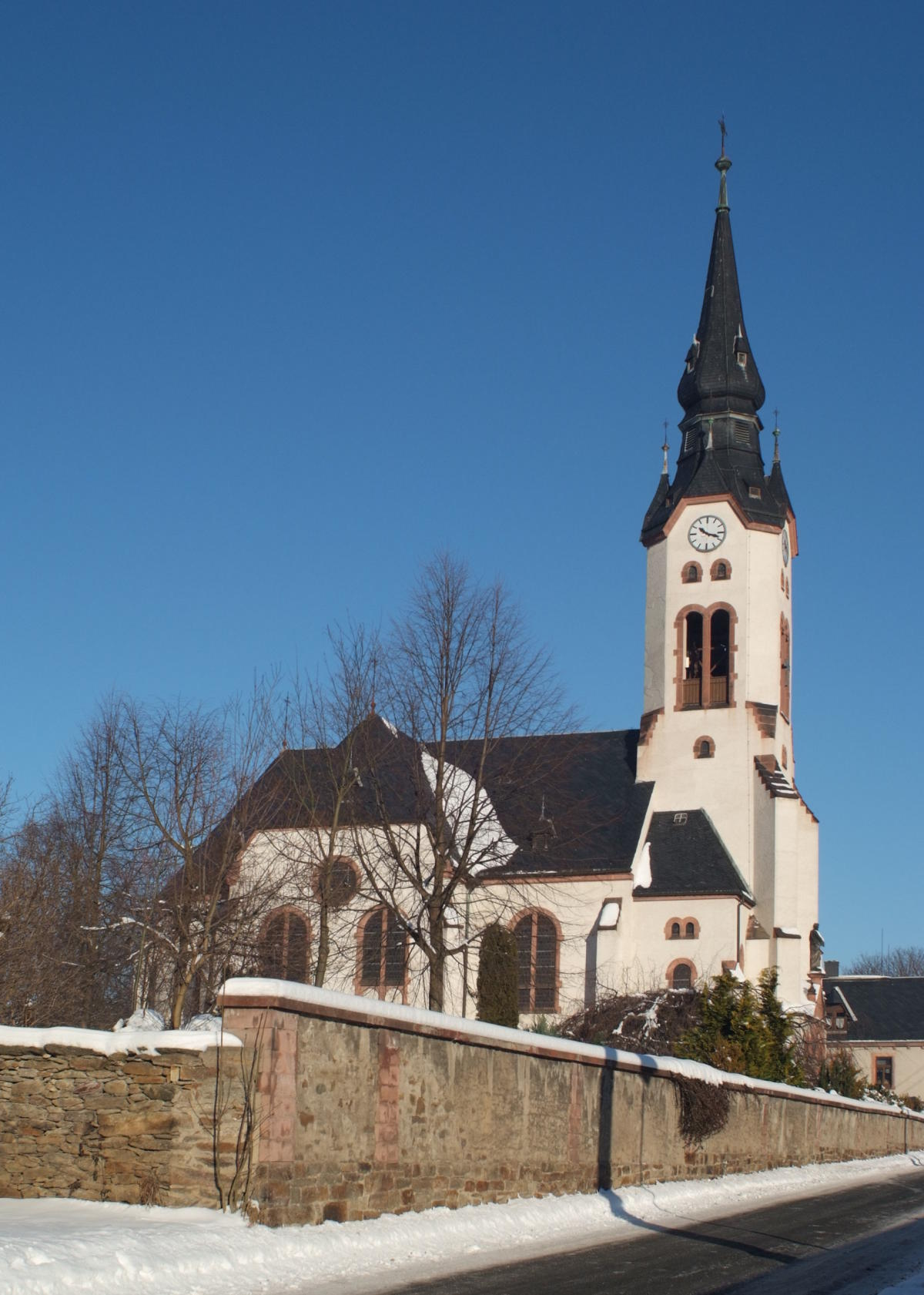
Pauluskirche in Sehma

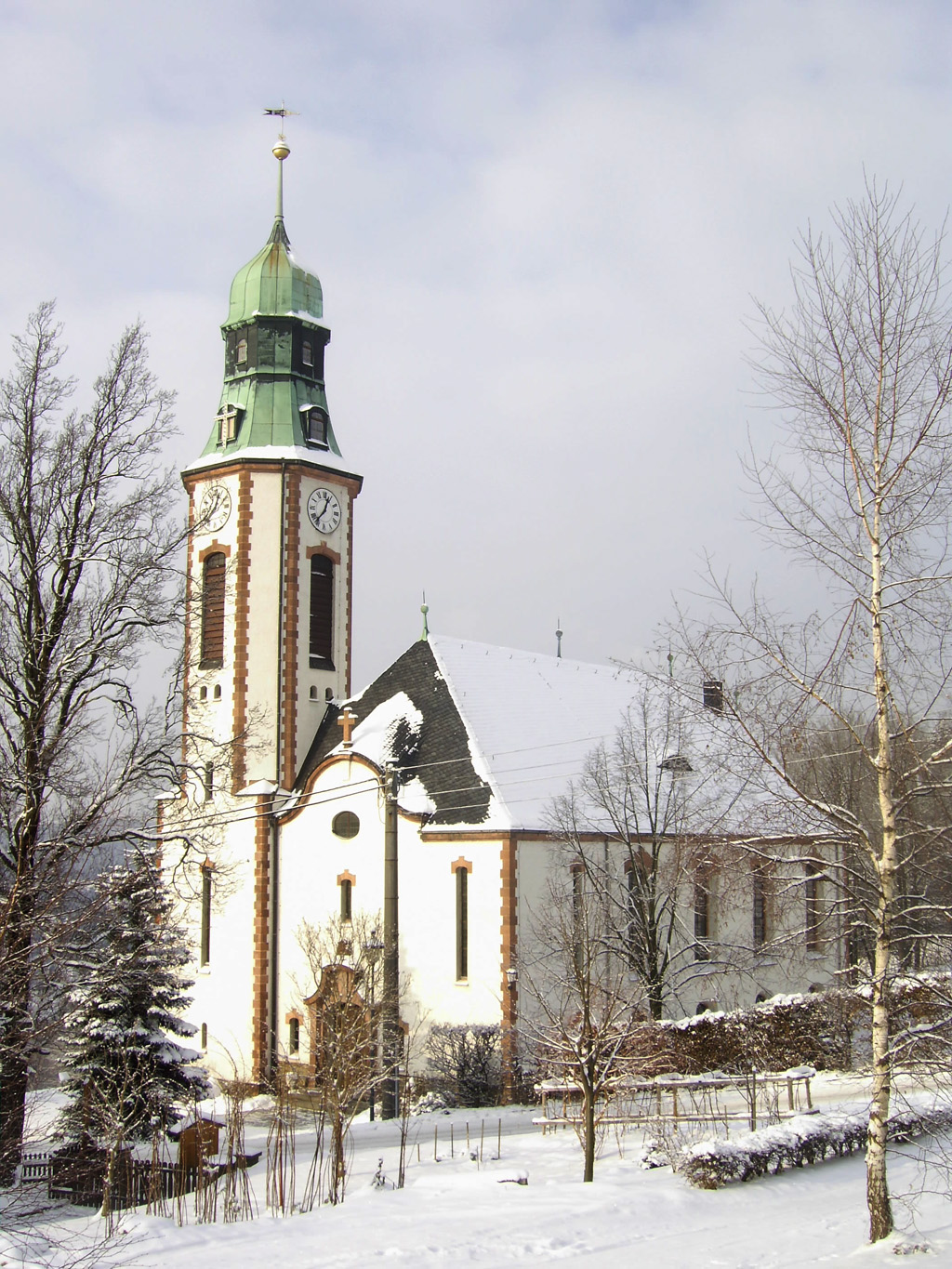
Kirche in Pobershau

- 1896–1899: Nikolaikirche in Wilsdruff
- 1898–1904: Lutherkirche in Meißen-Triebischtal
- 1898–1899: St.-Michaels-Kirche in Dresden-Bühlau[4]
- 1898–1899: Philipp-Melanchthon-Kirche in Hammerunterwiesenthal
- 1898–1899: Pauluskirche in Sehma
- 1899–1901: Erlöserkirche in Karbitz bei Aussig (Böhmen)
- 1899–1900: Evangelische Kirche in Krummenhennersdorf bei Freiberg
- 1900–1901: Evangelische Kirche in Schmeckwitz
- 1900–1901: Emmauskirche in Neuwelt
- 1901–1903: Peter-Pauls-Kirche in Coswig[5]
- 1902–1903: Evangelische Kirche in Bořislav (Böhmen)
- 1903–1904: Evangelische Kirche in Pobershau
- 1903–1905: Auferstehungskirche in Deutscheinsiedel
- 1904: Friedenskirche in Varnsdorf (Böhmen)
- 1904: Evangelische Kirche in Wisterschan bei Teplitz (Böhmen)
- 1904–1905: Kreuzkirche in Jahnsbach
- 1905–1906: St.-Jakobus-Kirche in Pesterwitz
- 1905–1907: Christuskirche in Klotzsche
- 1906–1907: Kirche in Cunnersdorf bei Kamenz[6]
- 1906–1907: Heilandskirche in Lauterbach bei Marienberg
- 1907–1908: Christuskirche in Lichtentanne
- 1907–1908: Johanneskapelle auf dem Friedhof Naundorf-Zitzschewig in Radebeul[7]
- 1908–1909: Lutherkirche in Glauchau
- 1908–1909: Evangelische Kirche in Haberspirk (Habartov) bei Falkenau (Böhmen)
- 1910: Himmelfahrtskirche in Cranzahl

### Nicht ausgeführte Entwürfe für Kirchen
- 1900: Wettbewerbsentwurf für die Michaeliskirche in Leipzig
- 1908–1909: Wettbewerbsentwurf für die Heilandskirche in Dresden-Cotta[8]

### Friedhofskapellen

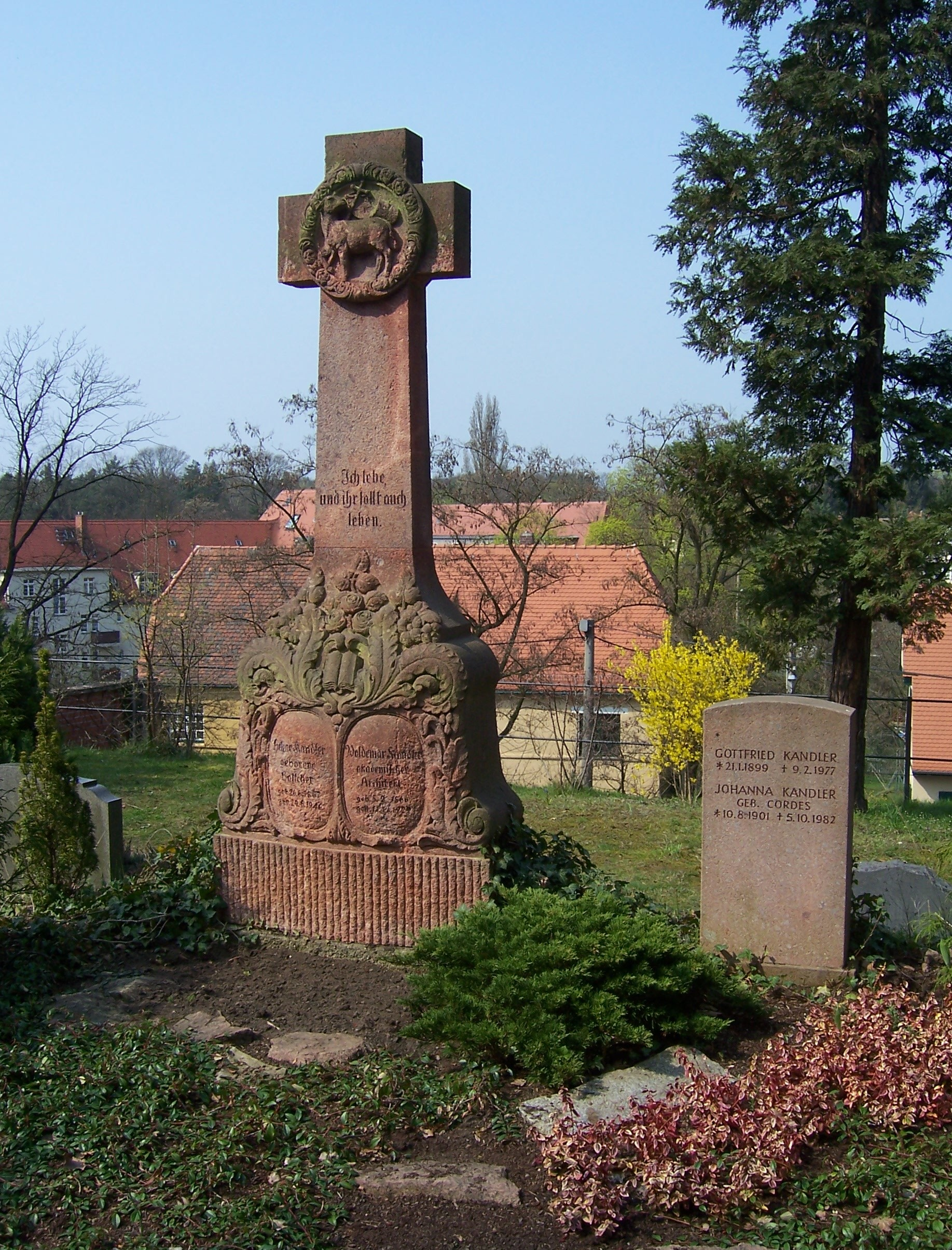
Grab Woldemar Kandlers in Dresden-Klotzsche

- 1897: Friedhofskapelle in Gittersee, heute Paul-Gerhardt-Kirche
- 1900: Friedhofskapelle auf dem Alten Friedhof in Klotzsche
- 1902: Friedhofskapelle auf dem Neuen Friedhof Pesterwitz
- Friedhofskapelle in Riesa-Gröba
- Friedhofskapelle in Lichtentanne
- Friedhofskapelle in Thurm bei Mülsen

### Kirchenumbauten / Erneuerungen (Auswahl)

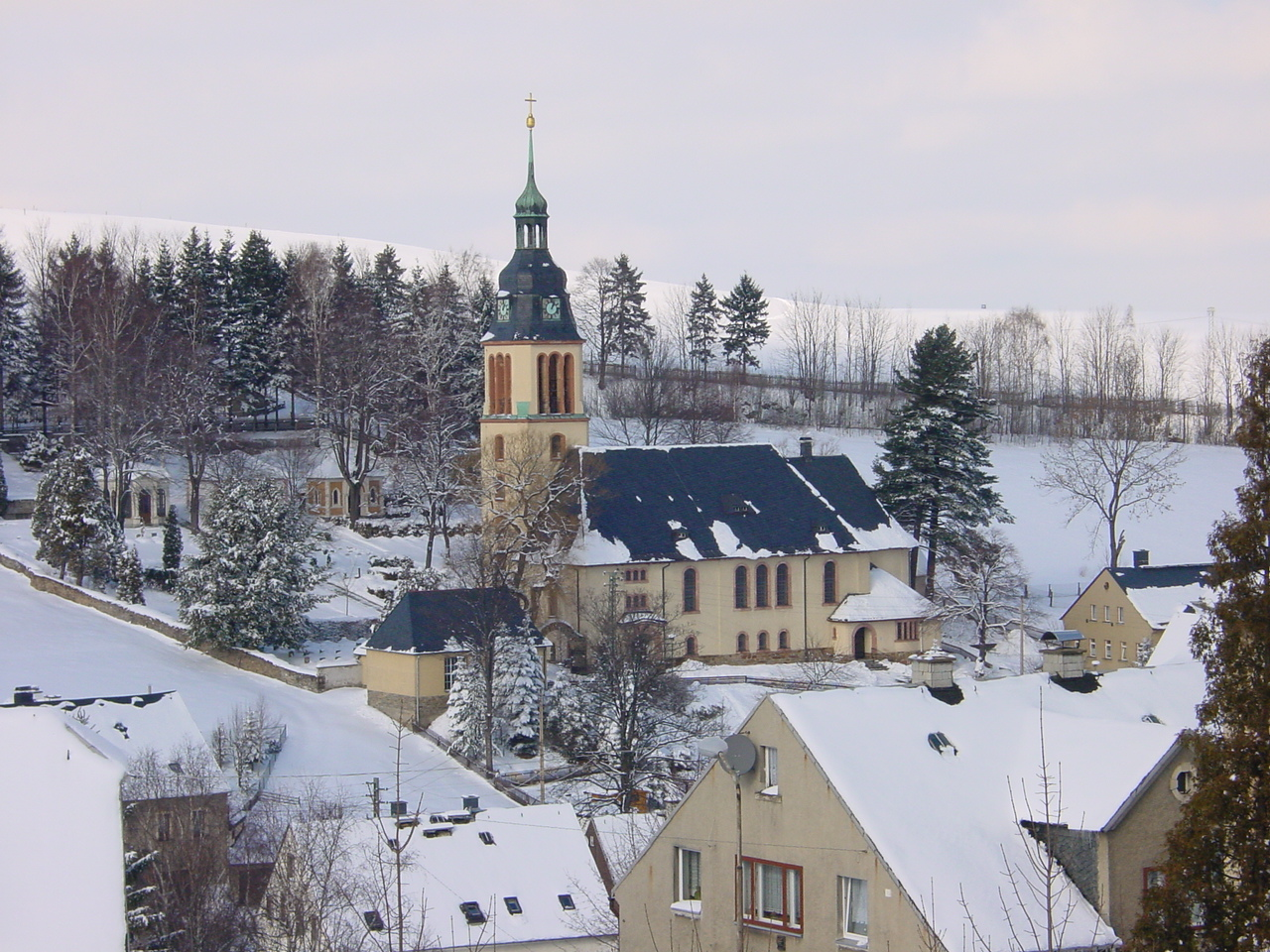
Himmelfahrtskirche Cranzahl

- 1891–1892: Stadtkirche Unserer Lieben Frau in Sayda
- 1899: Kirche in Bernbruch (bei Grimma)
- 1901: Kreuzkirche in Weißig
- 1902: St.-Michaelis-Kirche in Elstra bei Kamenz
- 1904: Stadtkirche in Zöblitz
- 1906–1907: Umsetzung der alten Wehrkirche auf den Friedhof in Lauterbach bei Marienberg
- 1907–1908: Himmelfahrtskirche in Cranzahl
- 1908: St.-Laurentius-Kirche in Geyer
- 1908–1909: Kirche in Collmen (bei Colditz)
- 1909: Liebfrauenkirche in Schneeberg-Neustädtel
- 1913: Turm der Kirche in Malschwitz
- 1914: Kirche in Großbuch (bei Grimma)
- ab 1928: Christuskirche in Leutersdorf

### Grabmale

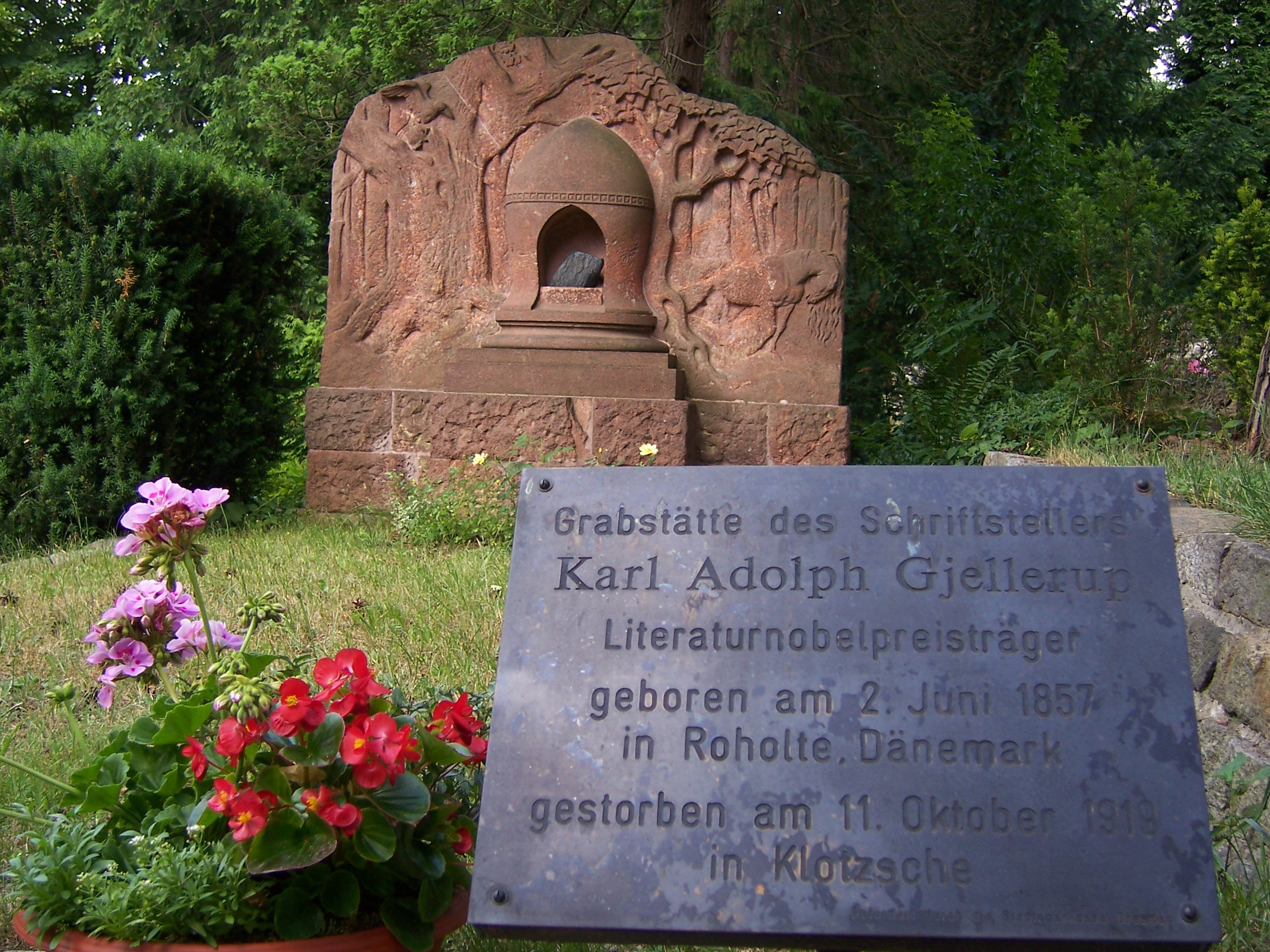
Grab von Karl Gjellerup in Klotzsche

- Grabmal für Karl Gjellerup auf dem Alten Friedhof in Klotzsche
- Grabmal der Familie Kandler (eigenes Grabmal) auf dem Alten Friedhof in Klotzsche
- Grabmal Kandler auf den Friedhof in Dittmannsdorf bei Nossen
- Grabmal Böttcher auf dem Waldfriedhof in Coswig
- Mausoleum Schmelzer auf dem Friedhof in Lichtentanne
- Grabmal Hofmann auf dem Friedhof in Herzogswalde
- Gefallenendenkmal vor der Christuskirche in Klotzsche (1923 geweiht)

### Kirchgemeinde- und Pfarrhäuser
- 1895 (?): Pfarrhaus in Klotzsche, Henrichstraße 35
- 1914: Gemeindehaus in Klotzsche, Boltenhagener Straße 58
- Tischendorfhaus (Kirchgemeindehaus) in Lengenfeld
- Pfarrhaus in Auerbach
- Pfarrhaus in Jahnsdorf
- Pfarrhaus in Lichtentanne
- Pfarrhaus in Thurm
- Pfarrhaus in Hohnstädt
- Pfarrhaus in Strauch
- Pfarrhaus in Malschwitz
- Pfarrhaus in Cunnersdorf (mit der Kirche verbunden)
- Pfarrhaus in Rübenau
- Pfarrhaus in Kuhnhaide
- Pfarrhaus in Walddorf
- Pfarrhaus in Borna bei Oschatz

### Profanbauten

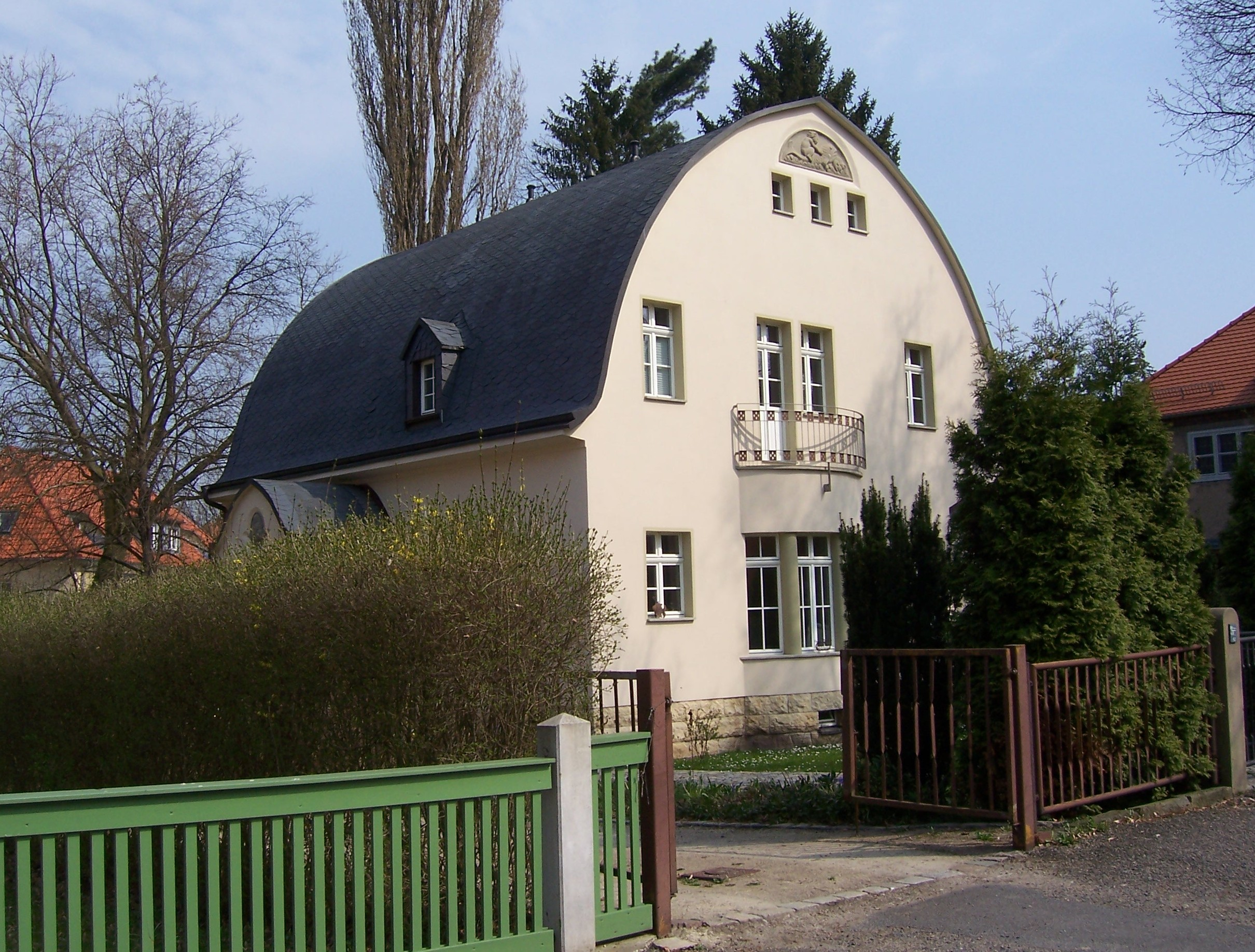
Wohnhaus des Malers Friedrich Alfred Oehme

- Schulgebäude in Großbardau, Grethen, Beiersdorf bei Grimma und Cunnerdorf bei Kamenz
- Bauten in Lichtentanne, Tannenberg und Brüderwiese
- Rathaus in Hohnstein (Sächsische Schweiz) (Umgestaltung einer ehemaligen Brauerei zum Rathaus)
- Wohnhäuser in Klotzsche, darunter:
  - Haus Alexander-Herzen-Straße 9
  - Haus Boltenhagener Straße 27
  - Haus Florianstraße 1
  - Haus Goethestraße 3
  - Haus Goethestraße 18
  - 1925: Haus Greifswalder Straße 10, Wohnhaus des Kunstmalers Friedrich Alfred Oehme
- Umbau der Burg Gnandstein
- Umbau des Herrensitzes Döben
- Umbau des Herrensitzes Gersdorf bei Roßwein
- Umbau des Herrensitzes Cunnersdorf bei Kamenz